# Mão Morta
Mão Morta est un groupe de rock portugais, originaire de Braga.

## Biographie

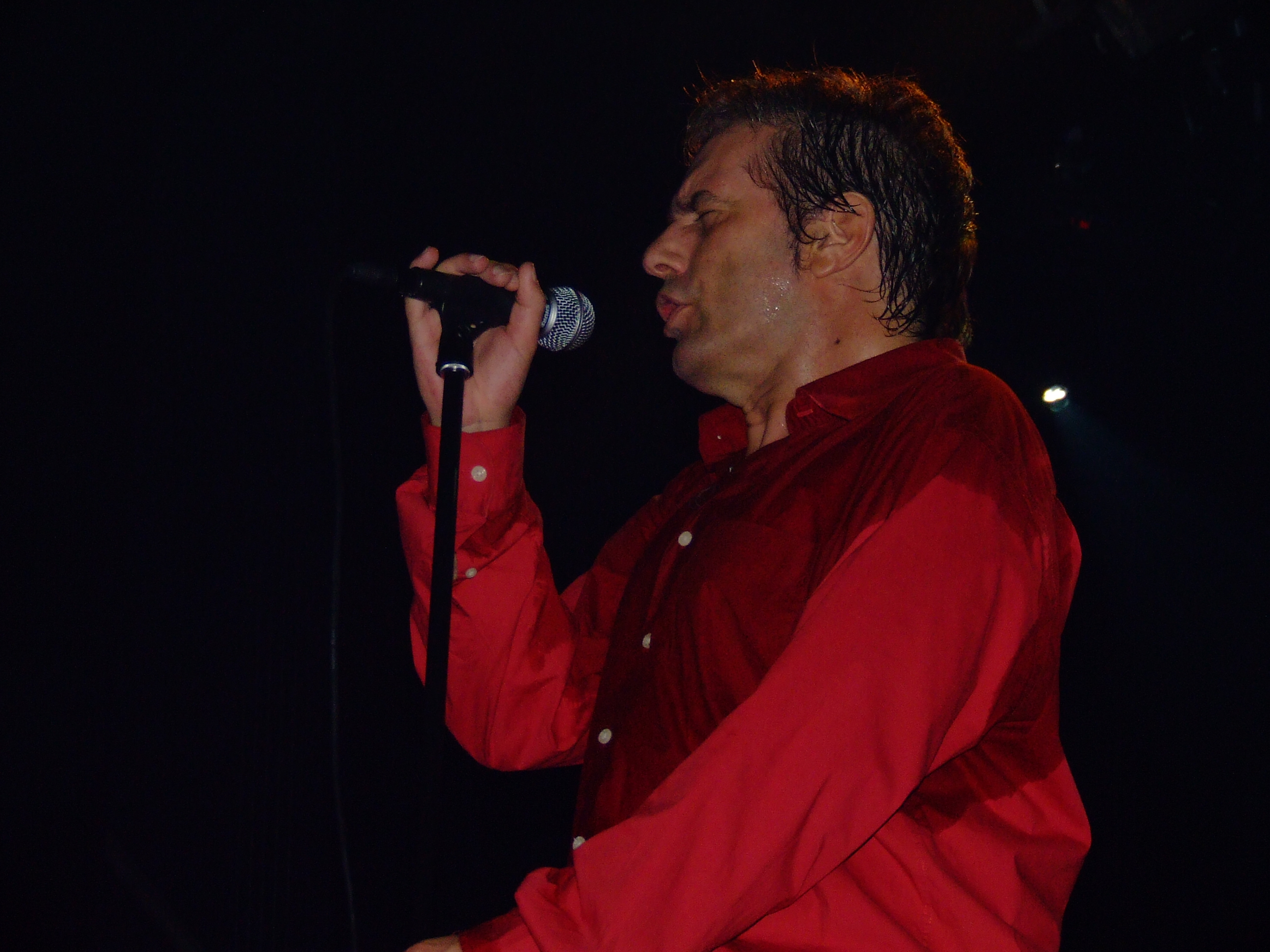
Mão Morta en 2009.

En octobre 1984, Joaquim Pinto assiste à une performance des Swans à Berlin, en Allemagne. À la fin du concert, Harry Crosby, un bassiste du groupe, fera la rencontre de Pinto. Pinto revient alors à Braga, achète une basse et, en novembre de cette année, forme Mão Morta, avec Miguel Pedro à la guitare et Adolfo Luxúria Canibal au chant. Les premiers concerts du groupe s'effectuent en janvier 1985 à Porto, à Orfeão da Foz. Ils participent à la troisième édition du Concurso de Música Moderna do Rock Rendez-Vous où ils remportent le prix de l'originalité, qui est le titre le plus prestigieux. En septembre, Carlos Fortes devient leur second guitariste, et en octobre 1986, Mão Morta joue à l'international à Vigo, en Espagne, au El Kremlin. Ils participent à la compilation À Sombra de Deus, avec le morceau Braga 88 qui aura un grand impact médiatique pour la première fois au Portugal.
En avril 2003 sort l'ouvrage Narradores da Decadência, première biographie des Mão Morta conduite par le journaliste Vítor Junqueira concernant la carrière du groupe.
En mars 2007, le groupe joue à Paris, puis sort l'album Maldoror le même mois. De retour à Braga, ils jouent au Theatro Circo. Au premier semestre 2008 ils terminent leur tournée Maldoror au Theatro Circo de Braga. Ils sortent peu après le double-disque Maldoror. En juillet, ils participent au 16e Curtas de Vila do Conde - Festival Internacional de Cinema.
En avril 2010 sort l'album Pesadelo em peluche, qui s'inspire de l'ouvrage The Atrocity Exhibition, de l'auteur anglais J.G. Ballard. Le disque est joué à Lisbonne, au Coliseu dos Recreios.

## Style musical et image
Leur style musical est très difficile à classer ; il s'agit d'un grand mélange de death rock, noise rock, post-punk voir sur certaines chansons du hard rock avec des paroles « trash » qui traitent de violences, meurtres, et drogues. Ils font partie des grands groupes portugais du boom du rock portugais, ils ont influencé énormément de groupes portugais.
Le groupe a une image dite « alternative » en raison de ces concerts qui sont de grandes œuvres théâtrales voir des films d'horreur comme ce concert de 1989 lorsque le chanteur Adolfo Luxuria Canibal se scarifie la jambe par pure provocation.

## Membres

### Membres actuels
- Adolfo Luxúria Canibal - chant
- Miguel Pedro - batterie, programmation, composition, production
- António Rafael - claviers, guitare, composition, production
- Sapo - guitare
- Vasco Vaz - guitare, composition
- Joana Longobardi - basse

## Discographie

### Albums studio
- 1988 : Mão Morta
- 1990 : Corações Felpudos
- 1991 : O.D., Rainha do Rock & Crawl
- 1992 : Mutantes S.21
- 1994 : Vénus Em Chamas
- 1998 : Há Já Muito Tempo Que Nesta Latrina O Ar Se Tornou Irrespirável
- 2001 : Primavera de destroços
- 2004 : Nus

### Albums live
- 1997 : Müller no hotel hessischer hof
- 2001 : Ao vivo na aula magna 8 de maio 2001 (2001, disque bonus des Primavera de Destroços)
- 2003 : Carícias malícias
- 2008 : Maldoror

### Singles et promos
- 1990 : Desmaia, irmã, desmaia / desmaia, irmã, desmaia
- 1993 : Anjos marotos / Negra flor
- 1994 : Cães de crómio
- 1995 : Sangue no asfalto
- 1995 : Faixas de rodagem 5
- 1996 : Chabala
- 1998 : Em directo para a televisão / Jogos de guerra
- 1998 : É um jogo (Radio Edit)
- 1999 : Turbulência (1999) - Anjos da Pureza
- 2001 : Cão da morte / Chabala (versão longa)
- 2004 : Gumes5 (O rei mimado) / Gnoma

### Compilations
- 1995 : Mão morta revisitada

### DVD
- 2006 : Müller No Hotel Heissischer Hof

## Récompenses
- III Concurso de Música Moderna do RRV (1986) - Prémio de Originalidade
- Prémios RUT 87 - Melhor Banda Nacional Sem Registo Em Vinil
- Se7es de Ouro 93 - nomeados para Melhor Disco (Mutantes S.21)
- Prémios de Música Blitz 94 - nomeados para Grupo Nacional do Ano e Melhor Vocalista Masculino Nacional
- Medalha de Mérito - Grau Prata da Cidade de Braga (1995)
- Prémios de Música Blitz 95 - Melhor Vídeo-Clip (Chabala - Nuno Tudela)
- Prémios de Música Blitz 96 - nomeados para Melhor Vocalista Masculino Nacional
- Prémio Nacional de Vídeo 98 - Melhor Produção (Em Directo (Para a Teelvisão) - Nuno Tudela - Valentim de Carvalho)
- Prémios de Música Blitz 2000 - Prémio Carreira
- Prémios de Música Blitz 2001 - Melhor Álbum Nacional (Primavera de Destroços) e Grupo Nacional do Ano
- Prémio Nacional de Vídeo 2001 - Melhor Realização (Cão da Morte - Tiago Guedes); nomeados para Melhor Montagem e Melhor Fotografia
- Fantasporto 2002 - Prémio do Público para Melhor Vídeo-Clip (Cão da Morte - Tiago Guedes)
- Prémios Raio X 2002 - Melhor Banda Pop/Rock/Punk; nomeados para Banda Nacional e Melhor Actuação